# Korzika
Korzika (franciául Corse IPA: [kɔʁs]ⓘ; korzikaiul Corsica) Franciaországhoz tartozó sziget a Földközi-tengerben, Franciaország 18 régiójának egyike. Hivatalosan nem számít tengeren túli területnek. A Földközi-tenger negyedik legnagyobb szigete, területének nagysága Bács-Kiskun vármegyéhez hasonló (annál kicsit nagyobb).
A sziget a közeljövőben várhatóan "egyfajta autonómiát" fog elérni. Bonaparte Napóleon szülőhelyeként is ismert. Franciaország egyik legkevésbé lakott régiója. Fővárosa Ajaccio (korzikaiul Aiacciu). 

## Földrajz

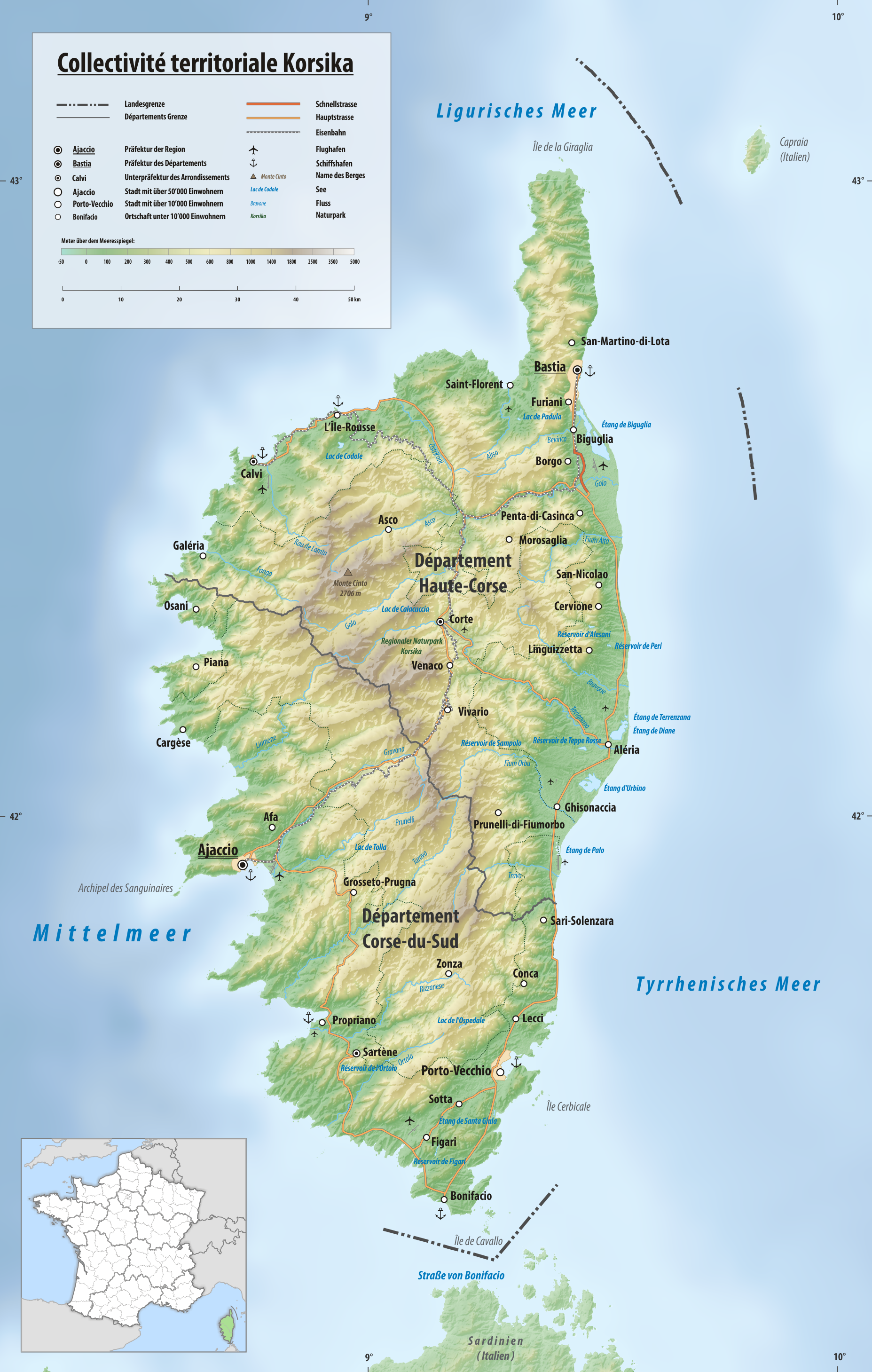
Korzika domborzati térképe

Korzika a Földközi-tenger negyedik legnagyobb szigete Szicília, Szardínia és Ciprus után. Területe 8680 km², ebből 3500 km² természetvédelem alatt áll.
Olaszországtól nyugatra, Szardínia szigetétől északra, a Franciaország szárazföldi területeitől pedig délkeletre fekszik. A szigetet a Ligur-tenger választja el a szárazföldtől, és a Bonifaciói-szoros a tőle 11 km-re délre fekvő Szardíniától. Az olaszországi Toszkána tőle 90 km-re keletre, a Francia Riviéra pedig 170 km-re északnyugatra fekszik.
A leginkább hegyvidéki jellegű mediterrán sziget. Legmagasabb pontja a Monte Cinto (2706 m), ahonnan a svájci Monte Rosáig is el lehet látni.

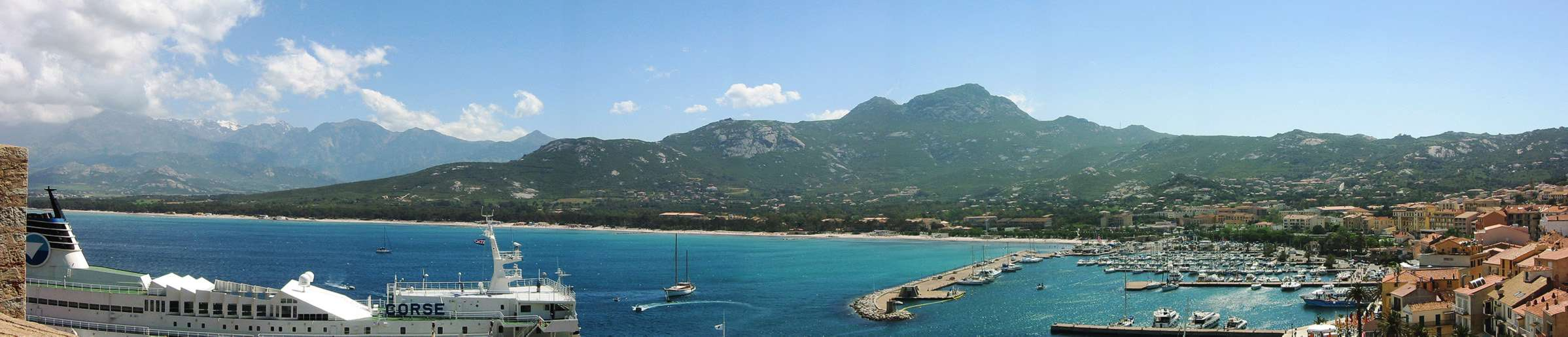
Calvi öble

### Éghajlat

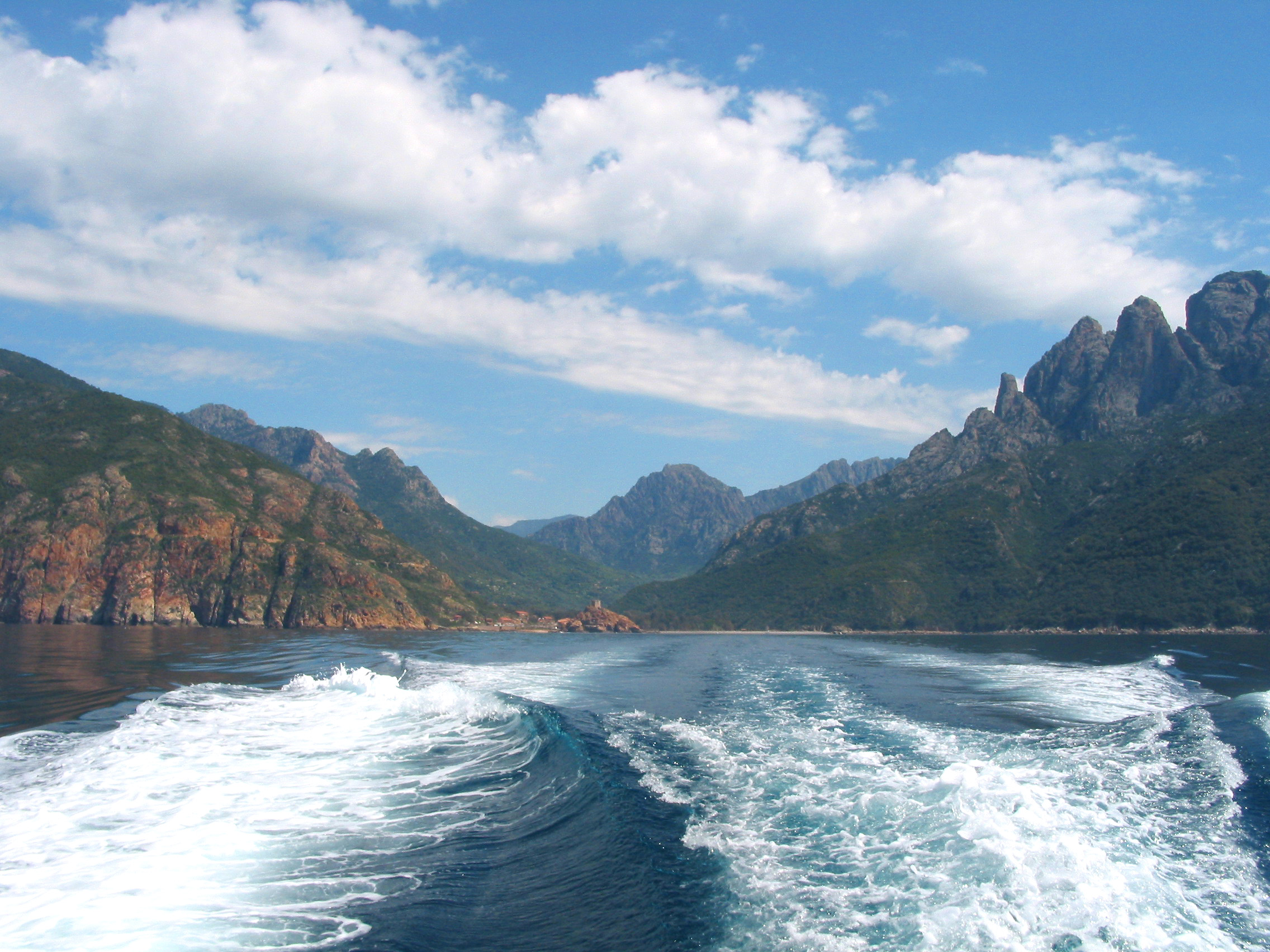
A Portói-öböl egy képe

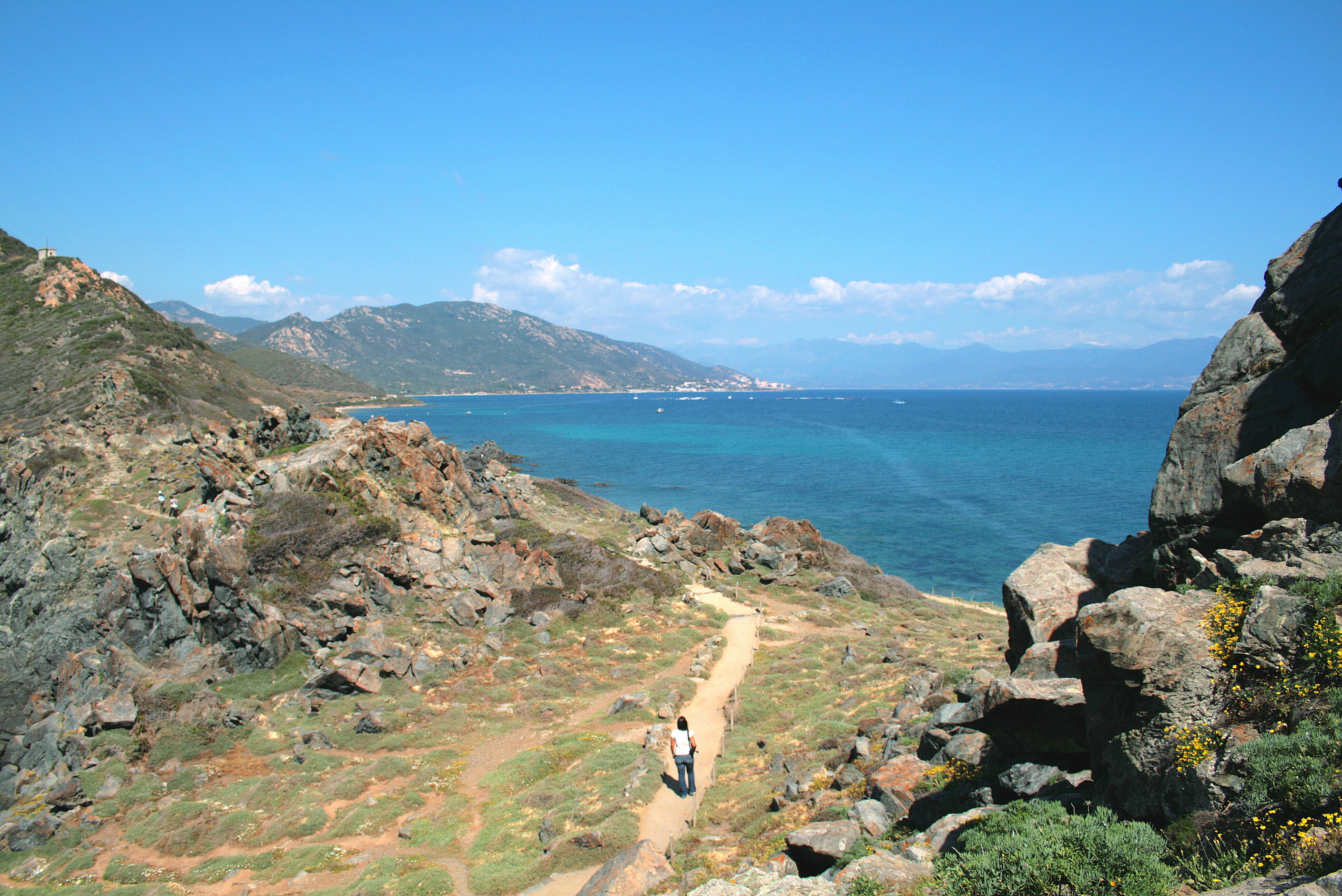
Az Ajacciói-öböl északnyugatról nézve

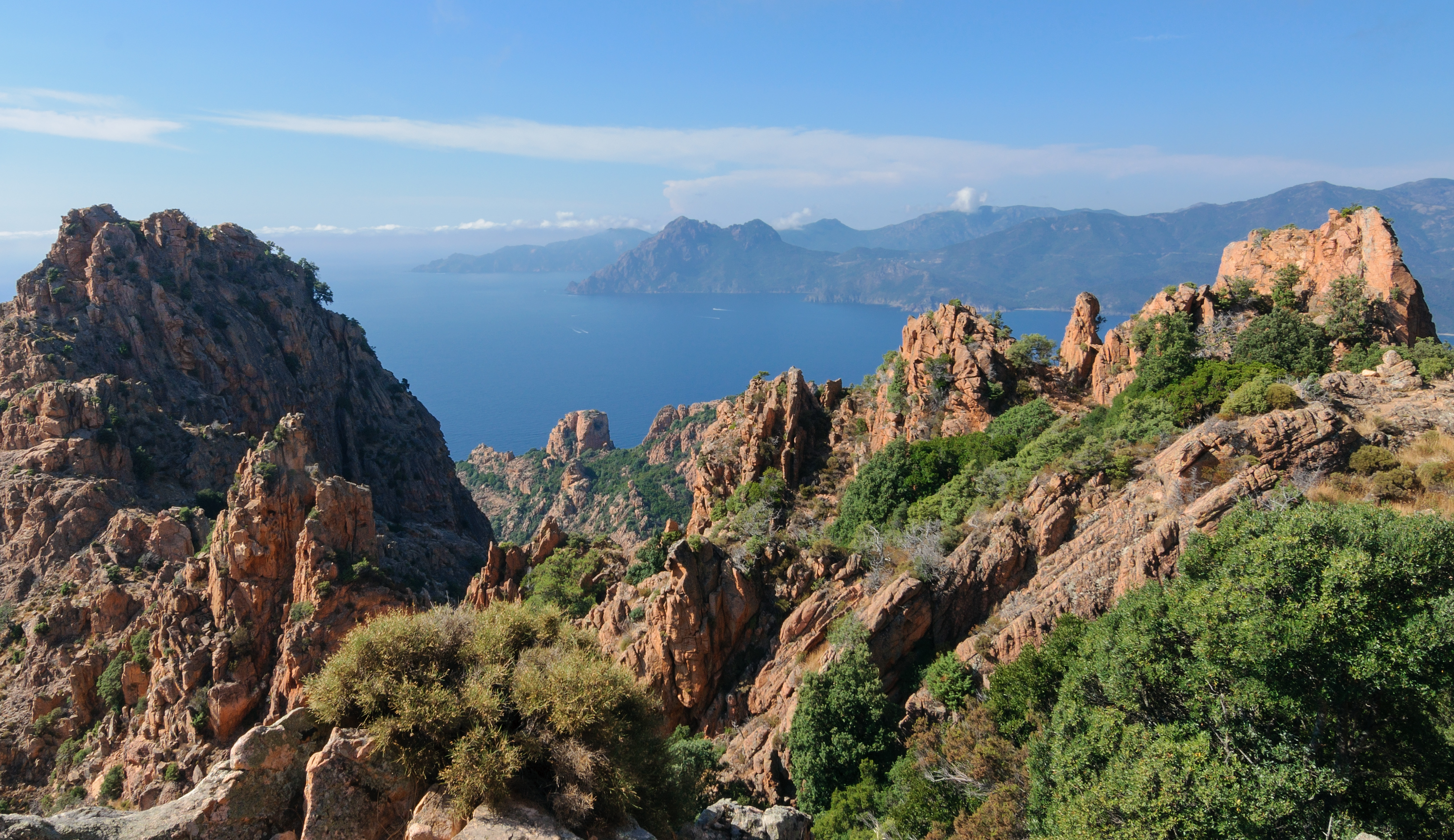
Tájkép, Piana

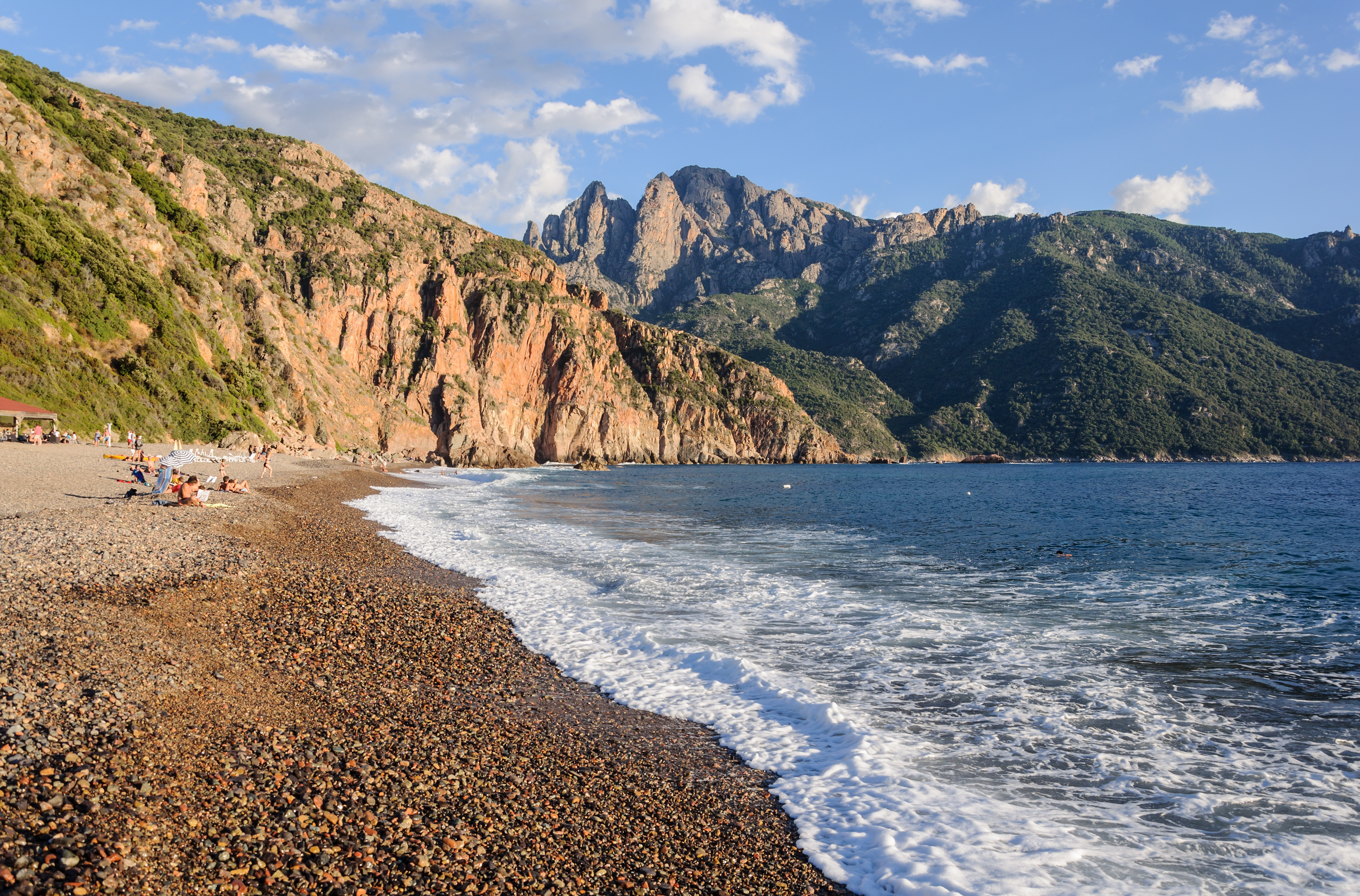
Tengerpart Serriera mellett

A sziget éghajlata mediterrán. A nyár itt forró és száraz, a tél pedig enyhe és esős. Januárban és februárban 300 méter felett megmarad a hótakaró, amely sportolásra is alkalmas. A szigeten körülbelül 50 esős nap van, amely jellemzően október és január között oszlik el. A napsütéses órák meghaladja az évi 2700-at. A magas hegycsúcsok között az időjárás viszont hirtelen meg tud változni. A szél sokat fúj, a helyiek több fajta szelet is megkülönböztetnek: maestrale, libecciu, tramuntane, ponente, gregale és levante. A legjellemzőbb az északról fújó maestrale vagy más néven misztrál.
| Hónap      | Napi min. | Napi max. |
| Január     | 3         | 13        |
| Február    | 4         | 14        |
| Március    | 5         | 16        |
| Április    | 7         | 18        |
| Május      | 10        | 21        |
| Június     | 14        | 25        |
| Július     | 16        | 27        |
| Augusztus  | 16        | 28        |
| Szeptember | 15        | 26        |
| Október    | 11        | 22        |
| November   | 7         | 18        |
| December   | 4         | 15        |

| Hónap      | Hőmérséklet |
| Április    | 13,9        |
| Május      | 16,3        |
| Június     | 19,3        |
| Július     | 22,3        |
| Augusztus  | 23,4        |
| Szeptember | 22,0        |
| Október    | 19,7        |

### Növényzet és állatvilág

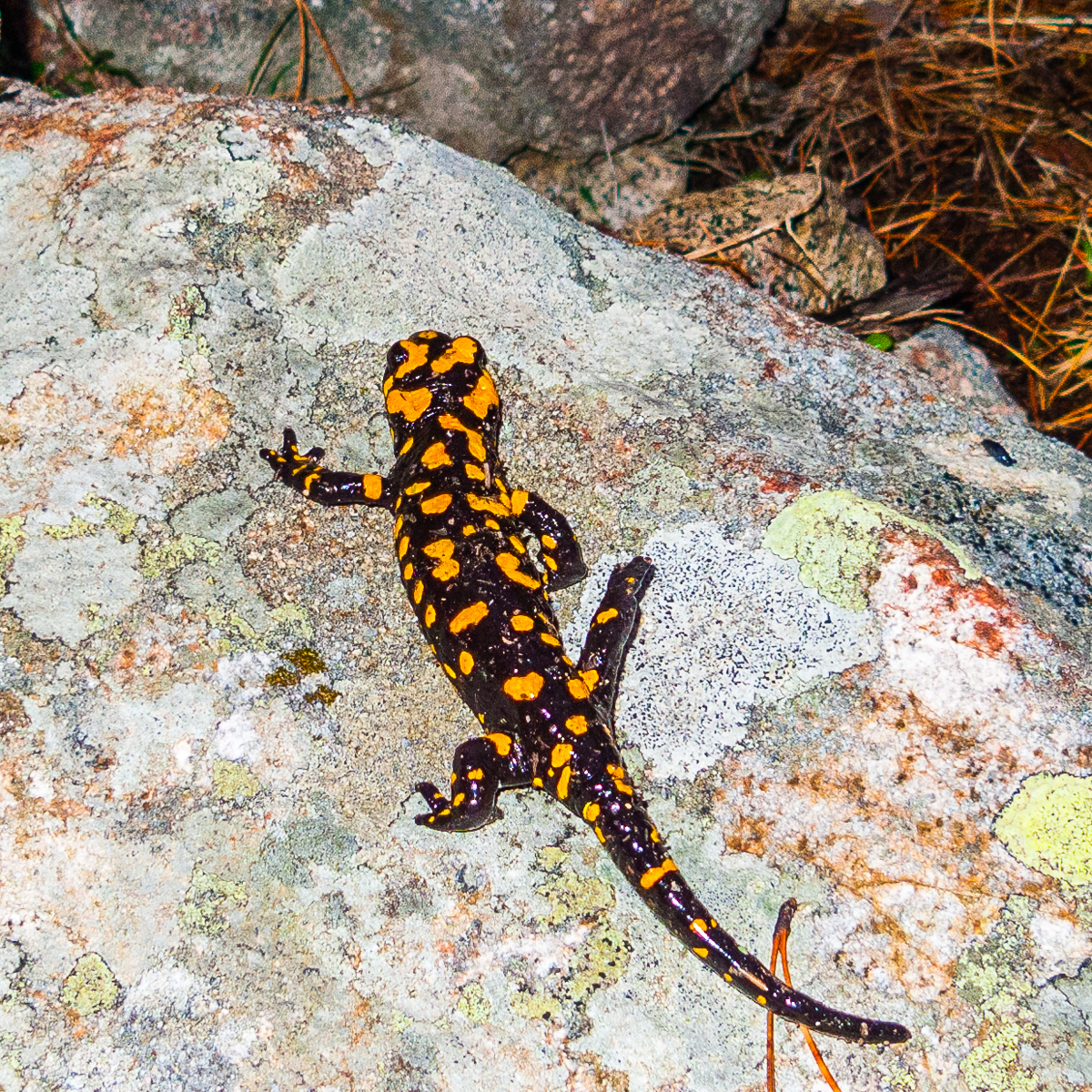
Korzikai szalamandra

A természetes növénytakaró 400 méterig mediterrán erdőkből, bozótokból áll, illetve fügekaktusz, aloé, agávé, szőlő és citrusfélék teremnek. 1000 méteres magasságig jellemzően gesztenye és tölgyerdők találhatók. E felett bükk, nyír, éger, feketefenyő és topolyafenyő a jellegzetes növényzet.
A szigeten gyíkok, tűzszalamandra, teknősök, mezei nyulak és vaddisznók élnek nagy számban. Mérges kígyók nem honosak. Madarak közül gyakoriak az ölyvek (pl. az egerészölyv) és a karvalyok.

## Történelem

### Az őskorban
A feltárt leletek alapján Korzikán már az i. e. 6. évezredben laktak emberek. Az i. e. 3. és az i. e. 2. évezredből kőszobrok, kőtömbök és síremlékek maradtak fenn.

### Az ókorban és a középkorban
A sziget az évszázadok során folyamatosan váltakozva különböző népek befolyása alatt állt. Föníciai és etruszk hódítók után i. e. 560 körül érkeztek meg az első görög telepesek a perzsáktól fenyegetett Phókiszból, és megalapították Alalia városát, ahová i. e. 546 (Phókisz eleste) után tömegesen települtek át a phókisziak. Ez igencsak ellenére volt a tengeri kereskedelmet uraló karthagóiaknak. A karthagóiak és szövetségeseik, az etruszkok 540-ben egyesült erővel törtek korzikai görögökre, akik a város partjai előtt felvették velük a harcot. A valamikor i. e. 540 és 535 között vívott alaliai csatában visszaverték ugyan a kétszeres túlerővel támadókat, de olyan súlyos veszteségeket szenvedtek (hatvan hajójuk kétharmada süllyedt el), hogy kereskedelmi szerepüket már nem tudták visszaszerezni. A sziget karthágói befolyás alá került egészen i. e. 237-ig, amikor a rómaiak foglalták el. Korzika római irányítás alatt maradt egészen 430-ig, ekkor vandálok, majd gótok rohanták le. 552-ben a Bizánci Birodalom fennhatósága alá került, majd a bizánci uralom összeomlása után egymást követően újabb befolyások érték: előbb a lombardok szállták meg, majd 713-tól rendszeressé váltak az arab hódítások, végül, a 8. század végén Nagy Károly foglalta el és tett rá kísérletet, hogy a Frank Birodalomhoz csatolja. 806-tól kezdve többször is mór hódítók szálltak partra, de 810-ben vereséget szenvedtek a frankoktól. 850-től 1034-ig a Német-római Birodalom és Toszkána között dúló viszályt is kihasználva a sziget nagy részét a mórok mégis meghódították, ezt követően azonban a 10. század végére feudális anarchia alakult ki.

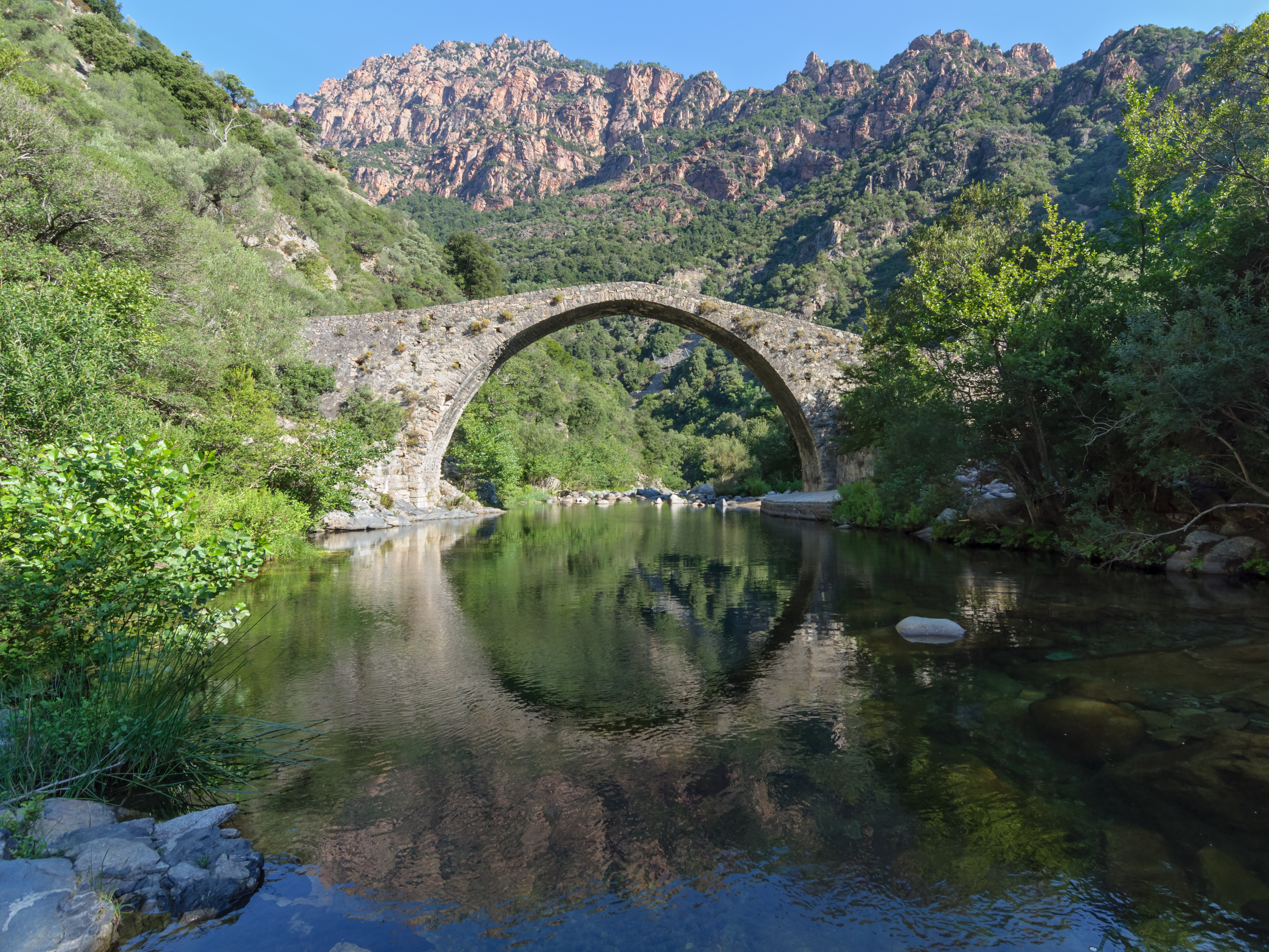
Híd a Porto folyón a Genovai Köztársaság idejéből

1077-ben a pisai püspök révén Korzika a pápai legátus részévé vált és így mintegy 200 évig a Pisai Köztársaság fennhatóság alá került. Folyamatos térhódítása után azonban 1284-ben a pisaiak ellen vívott meloriai csata után Korzika felett egy időre a Genovai Köztársaság vette át az irányítást, velük azonban 1296-tól az aragóniaiak is folyamatos harcban álltak a területért, akik 1406-ban a sziget nagy része felett át is vették a hatalmat, ám 1434-ben Genova kerekedett fölül. A szigetet egy 1553-tól 1559-ig tartó háború keretében török és francia csapatok hajtották uralmuk alá, s a sziget irányítása ez utóbbiak kezében volt, míg végül Genova visszaszerezte Korzikát. A 18. század végéig helyi lázadások és külső támadások ellenére az ő fennhatóságuk alatt maradt, így az 1736-os Korzikai Királyság sem volt tartós.

### Az újkor kapujában
1755-ben kétszeri francia beavatkozás után, Pasquale Paolit kinevezték tábornagynak és kikiáltották a Korzikai Köztársaságot. A Korzikai Alkotmány volt az újkor első független, nemzeti alkotmánya, ami a felvilágosodás elvei szerinti demokráciát hozott létre, és noha kevésbé ismert, előfutára volt az USA 1777-ben, és Lengyelország 1791-ben elfogadott alkotmányának. A létrejövő liberális politikai rendszer a maga idejében egyedi volt, a történelemben elsőként szavazójogot biztosított a nőknek.
1768-ban XV. Lajos francia király Genovától megvette annak a szigettel kapcsolatos minden követelését és 1769-ben a köztársasági erők visszaverésével Korzika felett átvette az irányítást. Paoli Londonba menekült, a francia forradalom után az Angliában próbált szövetségeseket találni Korzika függetlenségére irányuló törekvéseihez.
1794-ben az angolok elfoglalták a szigetet és kikiáltották az Angol-Korzikai Királyságot, azonban 1796-ban a Nemzetgyűlés egy 1789-es rendeletében kimondottaknak megfelelően Franciaország azt a sajátjának tekintette és visszafoglalta.

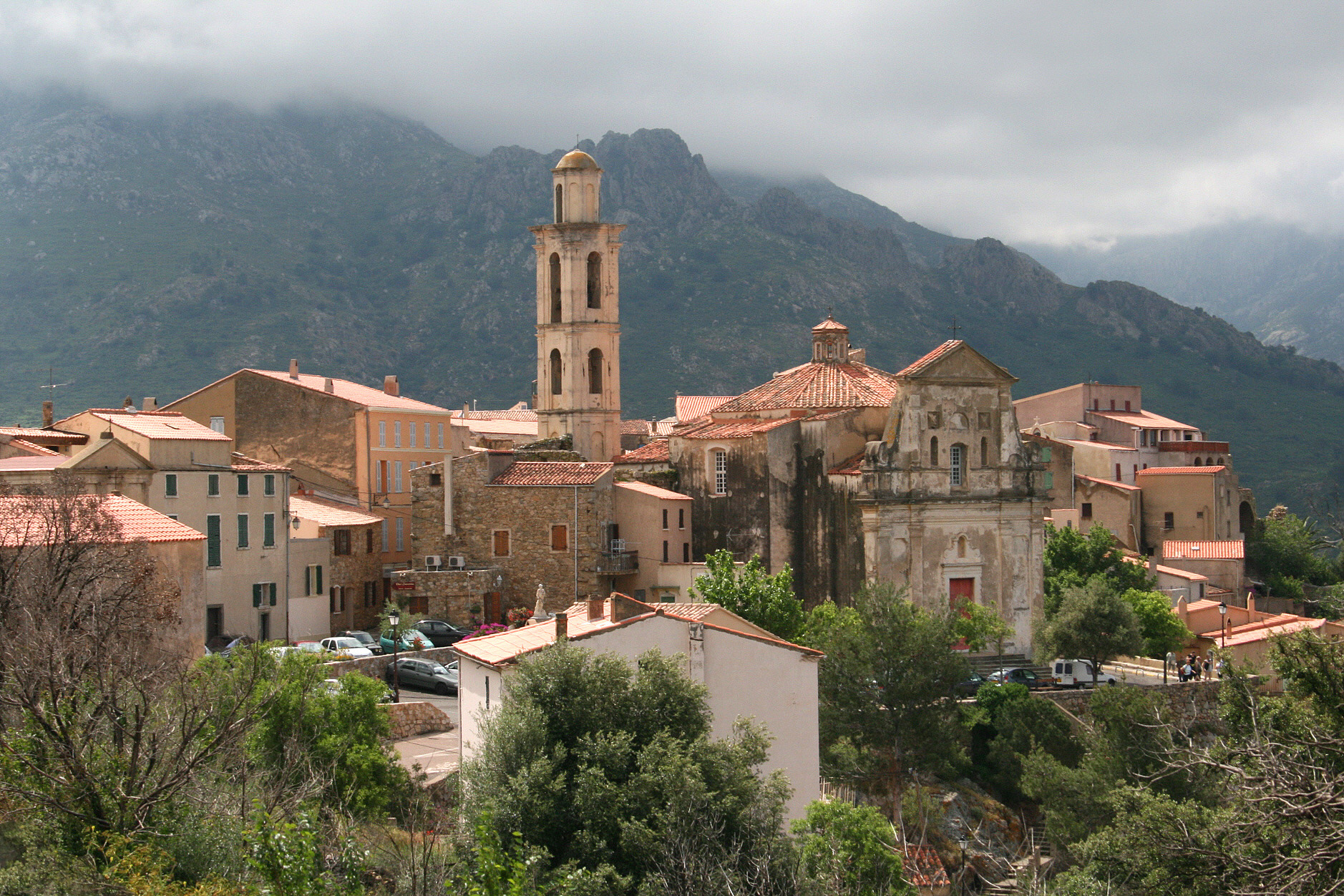
Montegrosso

### Napóleon

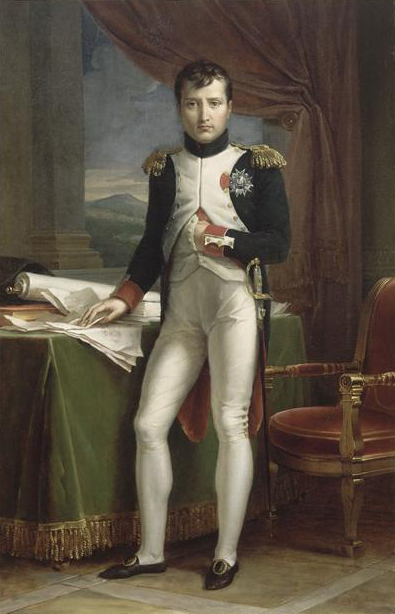
Napóleon

Korzika a szülőhelye Napoléon Bonaparténak. A későbbi hadvezér és francia császár egy helyi kisnemesi családban született 1769. augusztus 15-én Ajaccio városában egy nyolcgyermekes család második utódaként (Jozefinával kötött házassága okmányán azonban születési dátumként 1768. február 5-e szerepel).
A szülei fiatalon francia iskolába járatták, de ettől függetlenül 1793-ig meglehetősen sok időt töltött a szigeten, amikor viszont a kialakult politikai helyzet miatt családjával Franciaországba költöztek.

### Az első és második világháború alatt

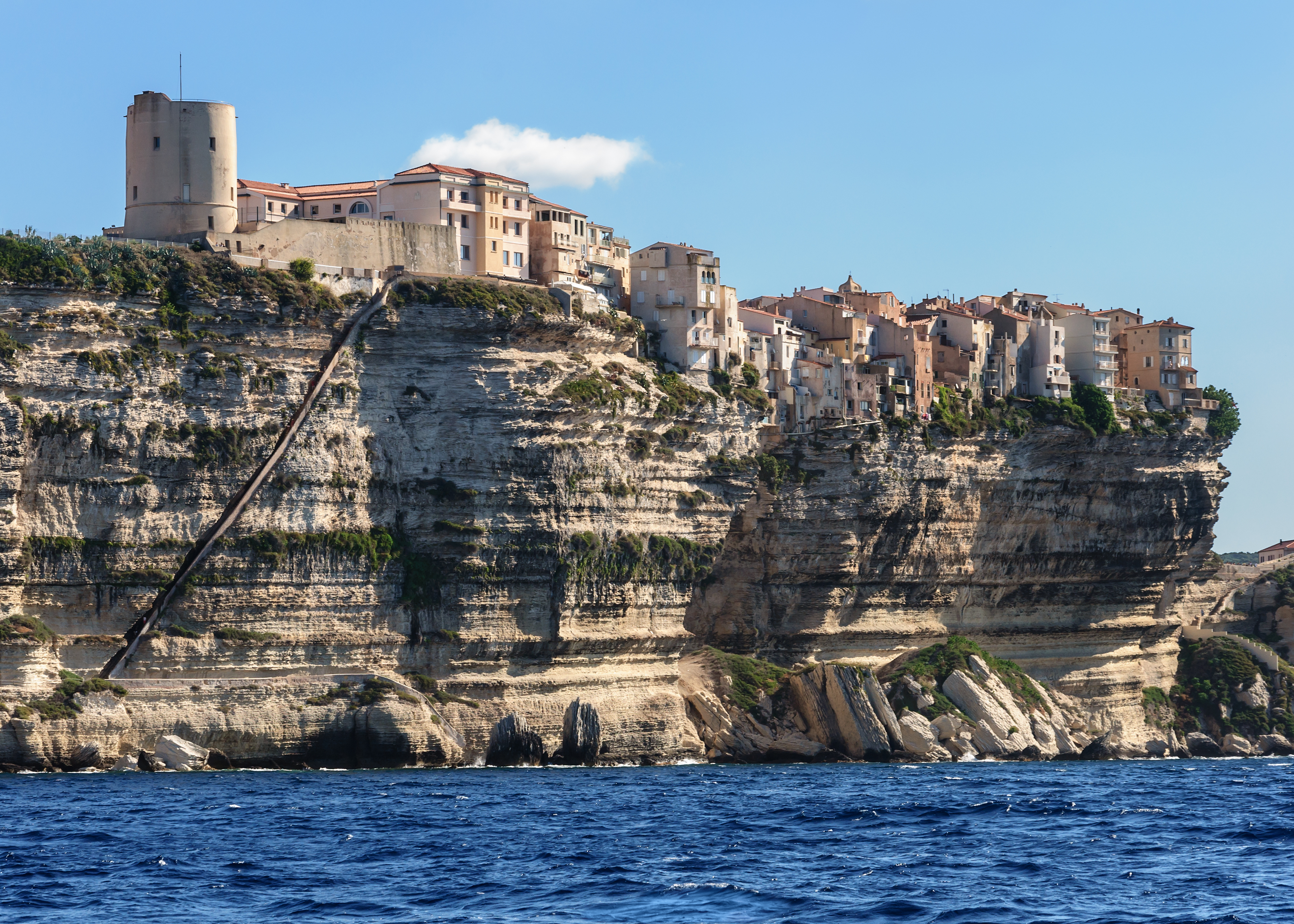
Bonifacio épületei a sziget mészkőszikláin

Az első világháború folyamán a francia hadseregben 50 ezer korzikai katona harcolt a nyugati fronton a német hadsereg ellen. A háború alatt Korzikát a franciák egyfajta fogolytáborként használták. Mivel rengeteg német katona esett fogságba, ezért sokukat citadellákban, kolostorokban, sőt csűrökben és pajtákban őrizték. De nemcsak németek, hanem rendkívül nagy számban magyarok is raboskodtak Korzikán, akiket a doberdói fronton fogtak el. Annyira embertelenek voltak a körülmények, hogy számos fogoly meghalt. Ugyanakkor háborús sebesültek ápolására is több hadi kórházat hoztak létre a szigeten, ami biztonságos helyen feküdt, mivel keletről Olaszország a franciák szövetségese volt, Németország pedig nem jutott ki a Földközi-tengerre.
Nagyon jó stratégiai adottságai révén az angolok, majd az amerikaiak is támaszpontokat létesítettek itt. Jelentőségével a német hadvezetés is tisztában volt, és többször támadták meg a sziget kikötőit német búvárhajók.
A második világháború során egy 90 ezer fős olasz hadtest foglalta el Korzikát. A szigetet védő francia és korzikai katonák rövid harc után hamar letették a fegyvert, mivel ekkor már a nagyerejű német támadás miatt Franciaország is összeomlott. Benito Mussolini nyíltan hirdette a háború előtt is, hogy Korzika olasz föld, ezért Olaszországhoz kell tartoznia, ennek ellenére az olasz hadseregnek Adolf Hitler nyomására ki kellett ürítenie a szigetet, amit a nácik a Vichy-kormánynak adtak vissza. A szigeten szerveződtek kollaboráns és más fasiszta csoportok, egyebek között Petru Giovacchini kampányolt nyíltan az Olaszországgal való egyesülés mellett. Emellett a titkos ellenállás partizánmozgalmak képében is szerveződött. Eleinte csak a kollaboráns francia katonák ellen.
1943-ban a francia kollaboráns kormány a szigetet használta támaszpontnak, hogy kisebb támadásokat hajtson végre az észak-afrikai és szicíliai brit és amerikai csapatok ellen. Miután az olasz hadsereg kapitulált, a Szicíliából visszavonuló német egységek útja Korzikán haladt. Megpróbáltak ugyan megerősített támaszpontot kiépíteni a szigeten, hogy azzal hatékonyabban védjék Olaszországot a szövetségesektől, de a lakosság egyöntetűen ellenségként tekintett a németekre, és a Vichy-kormány katonái sem akartak harcolni Hitlerért. Korzikát a német csapatok könnyen feladták, de ennek ellenére a szigetnek még egy ideig el kellett szenvednie a német légicsapásokat.
A háború után a sziget visszakerült a helyreállított francia államhoz.
A szigeten a második világháború után az önálló nemzettudat felerősödött, amely a korzikai tudatot részint a korzikai nyelvre alapozta. Évtizedek óta működnek a függetlenség mellett állást foglaló pártok, sőt szélsőséges szeparatista szervezetek, amelyek kisebb robbantásokat hajtanak végre francia kormányépületek ellen. Az erőszakot fokozta, hogy az 1970-es években a francia kormány erővel akart fellépni a szeparatisták ellen. 2008. január 12-én került sor egy nagyobb incidensre, amikor 18 szeparatista egy párizsi kormányrendelet miatt hajtott végre egy kormány épület ellen támadást és történt egy újabb robbantásos merénylet is. 2000-ben volt terv arra, hogy nagyobb autonómiát adnak a szigetnek, de ezt a francia parlament elutasította, attól tartva, hogy más francia régiók is nagyobb önállóságra törekednének. A terv francia támogatói pedig azt várták ettől, hogy ezzel megfékezhető lesz a szeparatizmus. Sajnos a francia javaslatot kis eltéréssel, de a korzikai többség elutasította, mert nem értett egyet vele. Az 1991-es Korzika-törvénnyel bár adtak autonómiát a szigetnek, de ez elég hiányos volt, mert a helyi prefektust továbbra is a franciák nevezték ki.

## Demográfia
Mivel gazdaságilag nem túlságosan fejlett, a múltban sok korzikai elhagyta a szigetet. A korzikai diaszpóra tagjai a 19. és 20. században elsősorban a Franciaország szárazföldi részére, a francia gyarmatokra és Dél-Amerikába (Puerto Rico, Venezuela) költöztek.

### Etnikumok
Korzikaiak és franciák lakják. A sziget 322 120 lakosa (2013) közül 56,3% született helyben, 28,6% a franciaországi szárazföldön, 0,3% Franciaország tengerentúli területein, és 14,8% Franciaországon kívül (2011-es arányok). A bevándorlók közül 33,5% a Magreb-országokból érkezett, 22,7% Portugáliából és 13,7% Olaszországból.

### Nyelv
Az elfranciásítási törekvések hatására a sziget lakosságából csak 10%-nak anyanyelve a korzikai, és csak 50% képes azt használni.

### Népességének változása
| Lakosok száma | 320 208 | 324 212 | 327 283 | 330 354 | 334 938 | 338 554 | 340 440 | 343 701 | 347 597 | 351 276 |
|               | 2013    | 2014    | 2015    | 2016    | 2017    | 2018    | 2019    | 2020    | 2021    | 2022    |

### Legnagyobb települések

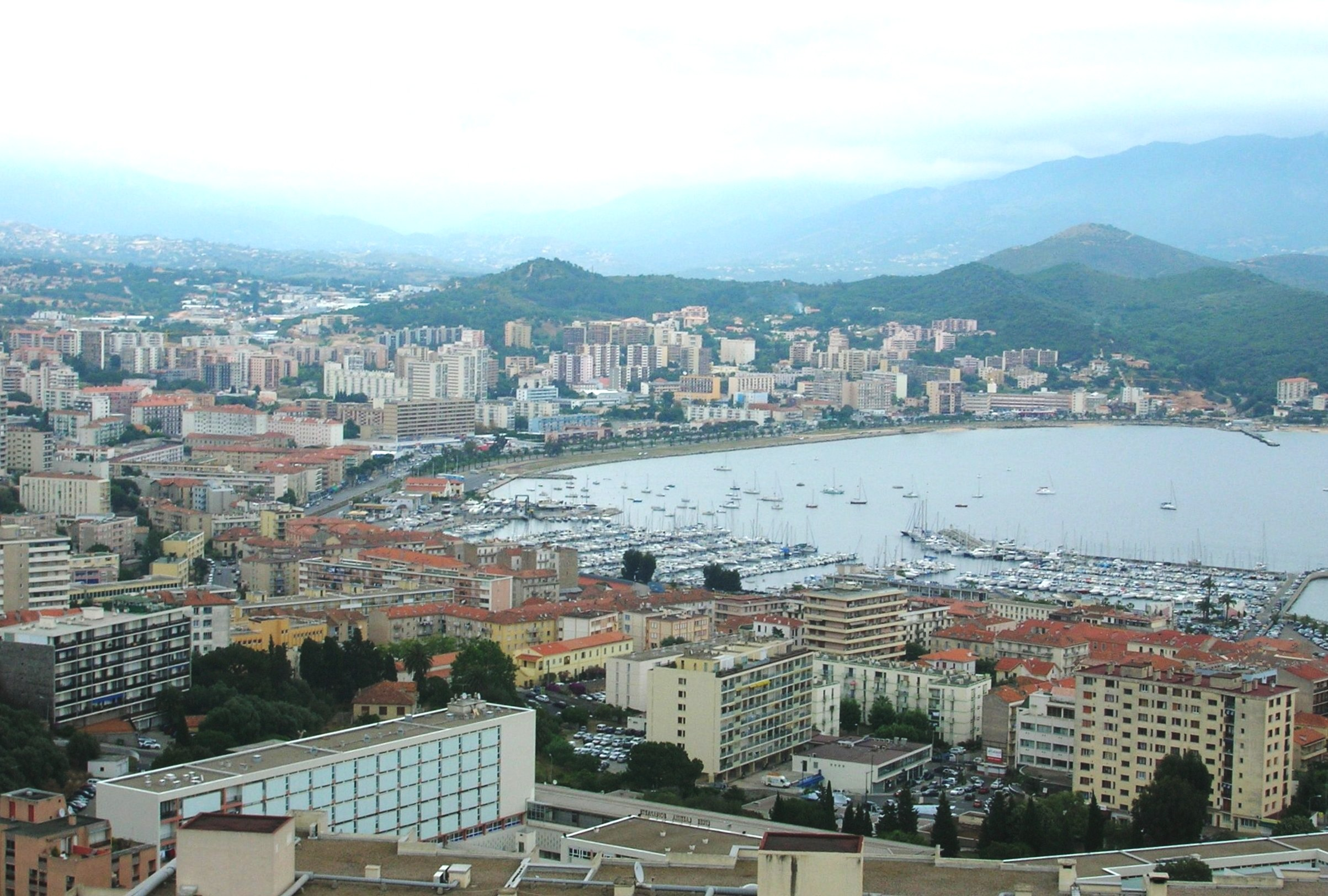
Ajaccio

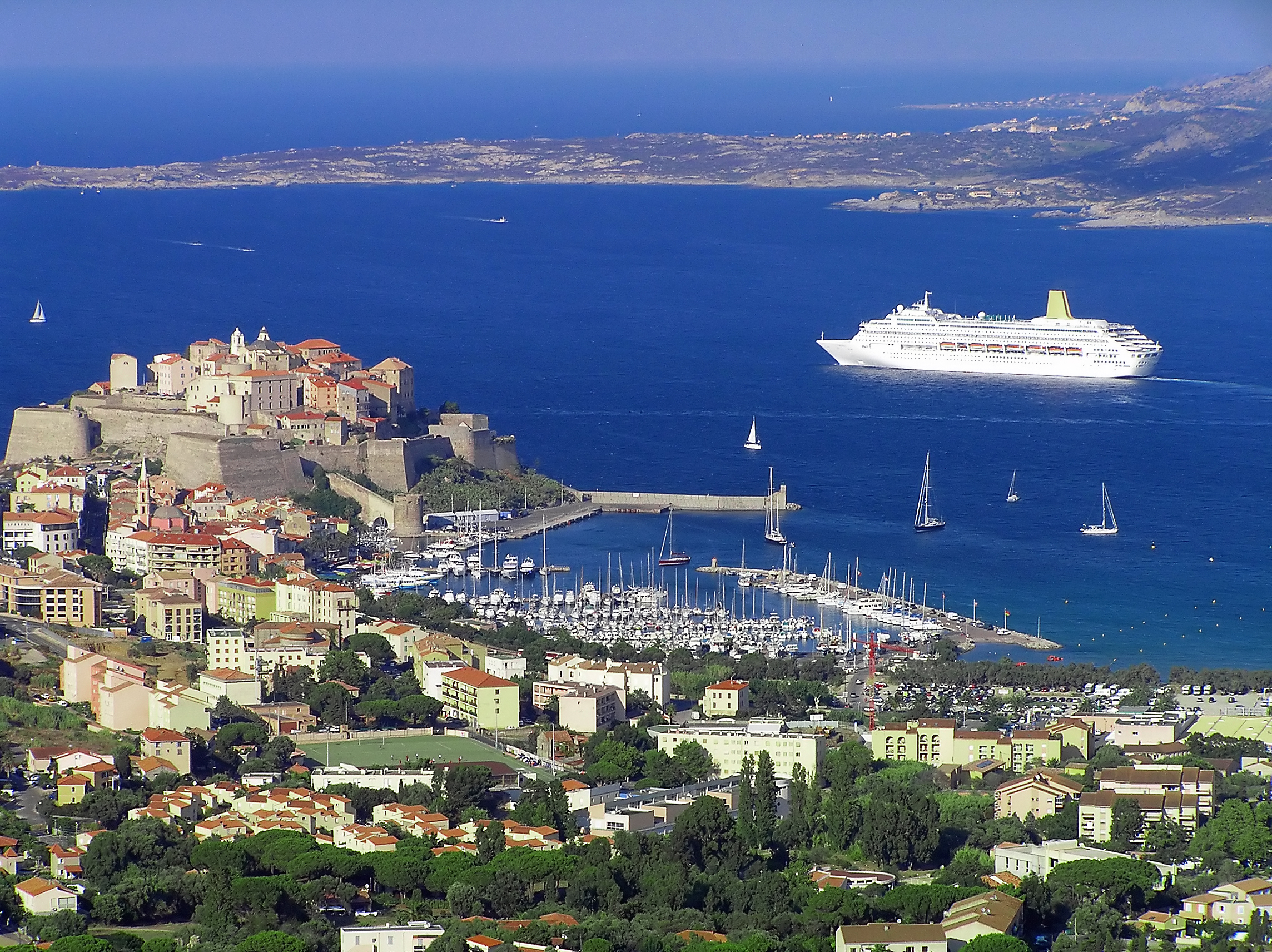
Calvi

| Címer                | Név           | Megye        | Népesség (fő, 2009) | Terület (km²) | Népsűrűség (fő/km²) |
| -------------------- | ------------- | ------------ | ------------------- | ------------- | ------------------- |
| Ajaccio címere       | Ajaccio       | Corse-du-Sud | 66 245              | 82,03         | 792,39              |
| Bastia címere        | Bastia        | Haute-Corse  | 44 165              | 19,38         | 2278,90             |
| Porto-Vecchio címere | Porto-Vecchio | Corse-du-Sud | 11 309              | 168,65        | 67,06               |
| Borgo címere         | Borgo         | Haute-Corse  | 7 644               | 37,78         | 202,33              |
| Biguglia címere      | Biguglia      | Haute-Corse  | 6 934               | 22,27         | 311,36              |
| Corte címere         | Corte         | Haute-Corse  | 6 829               | 149,27        | 45,75               |
| Calvi címere         | Calvi         | Haute-Corse  | 5 486               | 31,2          | 175,83              |
|                      | Furiani       | Haute-Corse  | 5 283               | 18,49         | 285,72              |
|                      | Lucciana      | Haute-Corse  | 4 246               | 29,16         | 145,61              |
|                      | Ghisonaccia   | Haute-Corse  | 3 738               | 68,13         | 54,87               |

## Közigazgatás

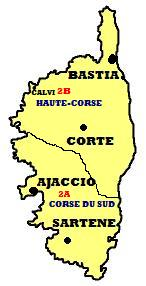
Korzika megyéi

Korzika Franciaország 18 régiójának egyike. Számos tekintetben nagyobb az önállósága, mint a többi régióé, de jogi helyzete összességében mégiscsak hozzájuk hasonló. A köznyelvben mindenesetre csak mint régiont említik.
A régió két francia megyére bomlik: Corse-du-Sud (Dél-Korzika) és Haute-Corse (Felső-Korzika). A közelmúlt autonómiai törekvései meghiúsultak, az az elképzelés pedig, melynek célja a megyék megszüntetése és a kollektív territórium visszaállítása lett volna, egy 2003-as népszavazáson csekély különbséggel akkor elbukott.
A francia állam új területi szervezetéről szóló törvény 2018. január 1-jével egyetlen területi önkormányzatot hozott létre Korzikán a két megye helyett. A Korzikai Közösség a megszűnt megyei tanácsok hatásköreit gyakorolja. A Korzikai Közgyűlés 63 tagból áll, és listásan választják. A Végrehajtó Tanács 11 tagú és egy elnöke van.
A régió 2 megyére, 5 kerületre (arrondissement), 26 kantonra és 360 községre oszlik.

## Gazdaság

### Vasút
A sziget vasútvonalainak hossza összesen 232 km. Keskeny nyomtávú pályán dízelvontatás történik. A fővonal Bastiát és Ajacciót köti össze, míg egy mellékvonal Ponte-Lecciából kiágazva Calviig tart. Volt még egy harmadik vasútvonal is, de az a második világháborúban megrongálódott. Azóta sem állították helyre. A hálózatot a Korzikai Vasutak (CFC) kezeli. Személy- és teherközlekedés egyaránt van. A személyvonatok kizárólag motorvonatokból állnak.

## Kultúra

### Turizmus
A helyiek szülőföldjüket a „szépség szigete” (Île de Beauté) névvel illetik, nem véletlenül. Egy kis területen találunk itt vadregényes hegyvonulatokat, a völgyekben vadul lezúduló, kristálytiszta hegyi patakokat, csodálhatjuk a tengeri hullámok szüntelen ostromának kitett sziklás partokat, a fürdőzésre alkalmas homokos öblöket, és a sajátos történelmi hangulatot árasztó városkákat.
Fő látnivalók:
- Települések: Ajaccio, Bonifacio, Calvi, Bastia, Sartène[11]
- Természet: Calanque, Portói-öböl, Porto Vecchio tengerpartja, Désert des Agriates, Castagniccia régió,[11] Scandola Természetvédelmi Terület, Plage de Palombaggia (strand), Monte Cinto, Monte d'Oro.
  - a gyors folyású patakok, vízesések, szurdokok, ilyen szurdok pl. a Scala di Santa Regina
- Történelem: Cucuruzzu (régészet), Musée Fesch (múzeum, Ajaccio), Maison Bonaparte (múzeum, Ajaccio)

## Galéria

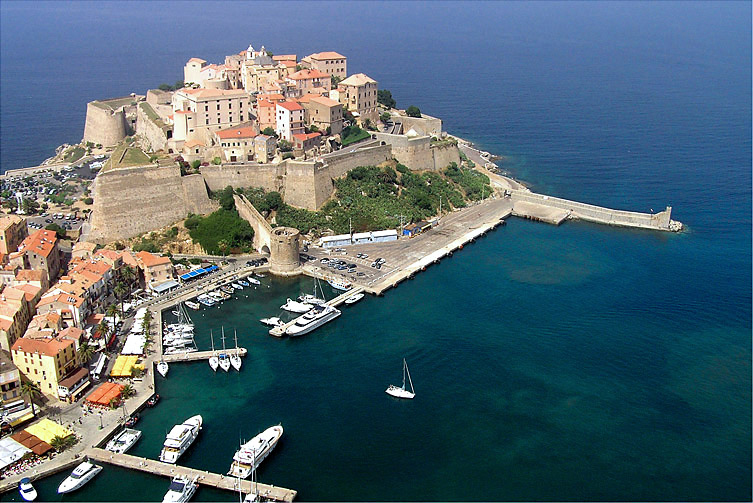
Calvi
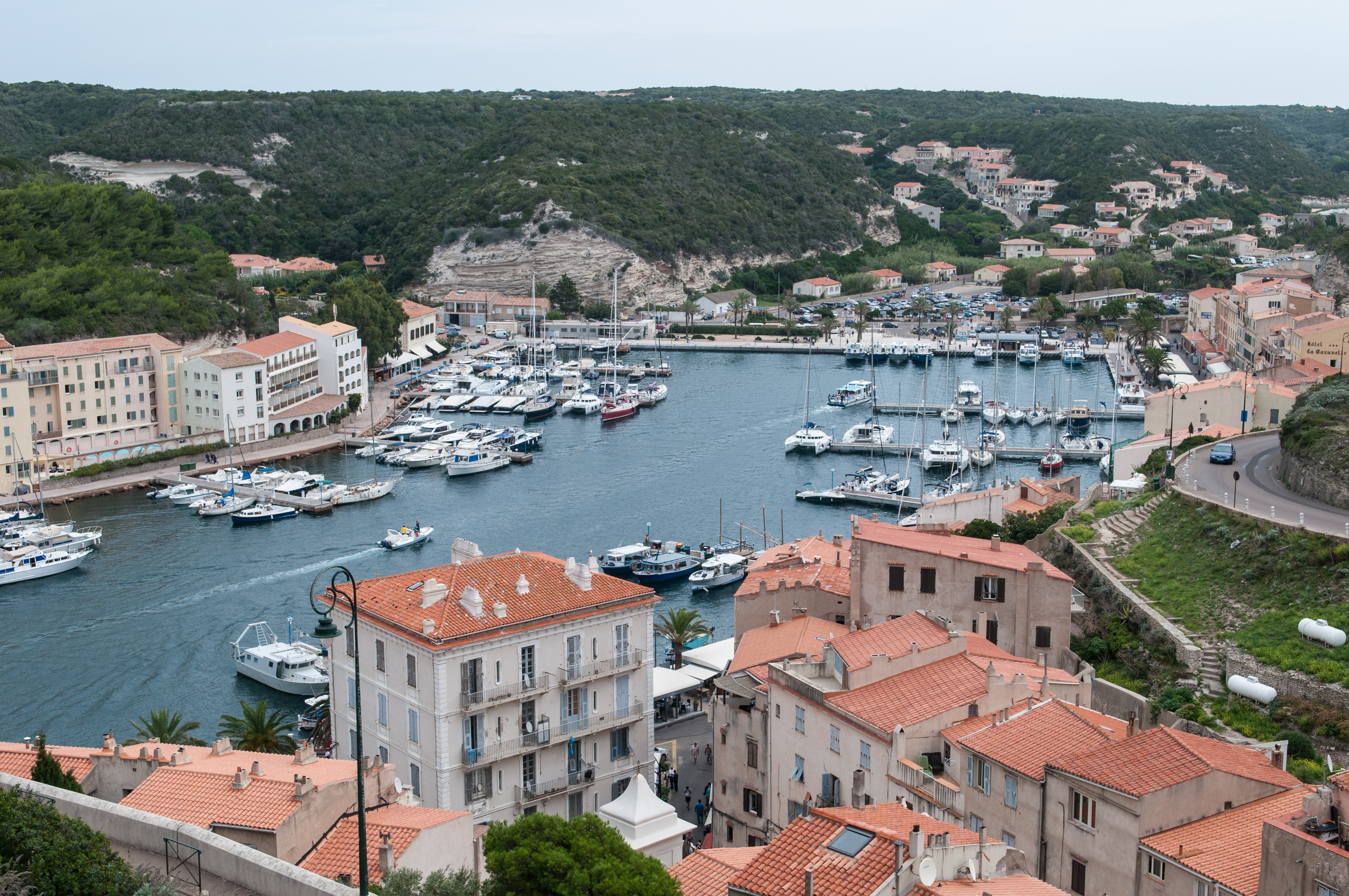
Bonifacio
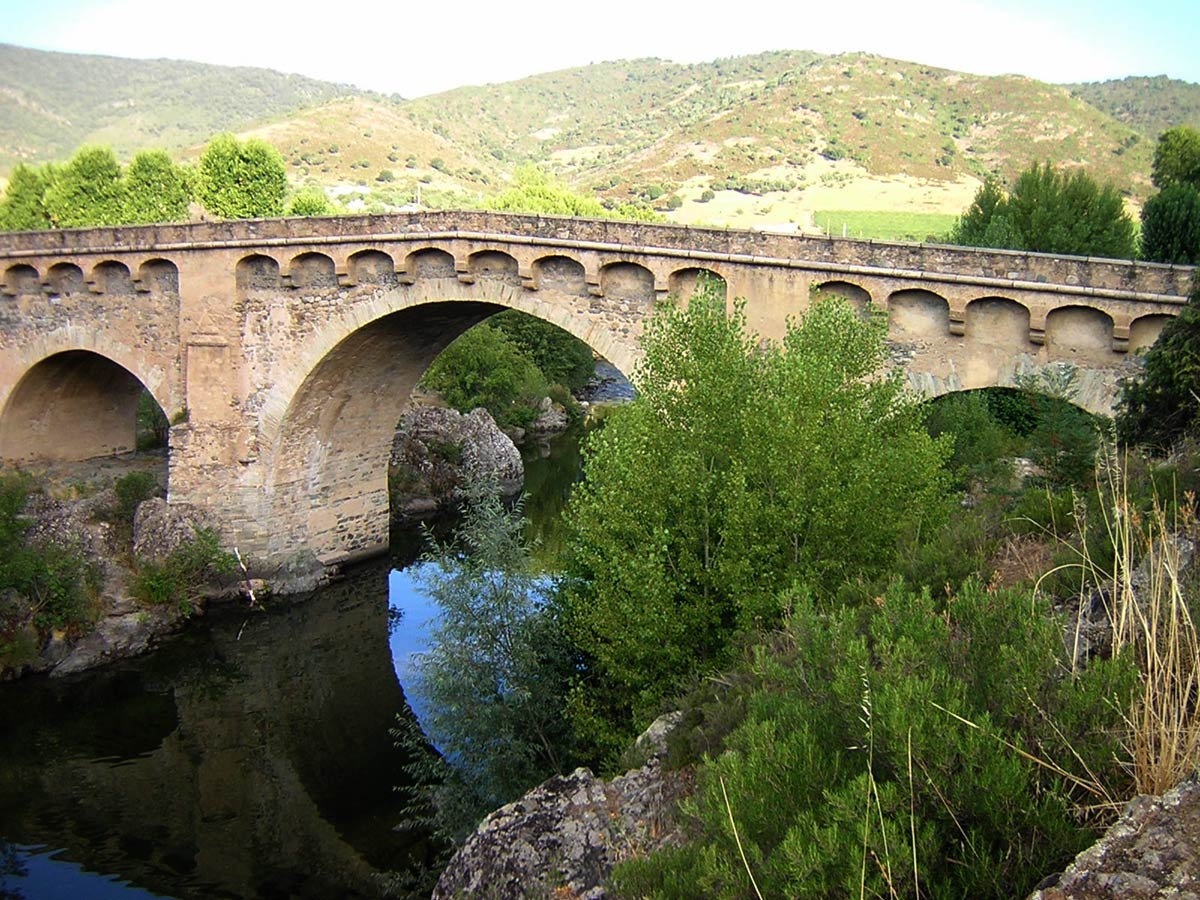
Genovai híd Altiani közelében
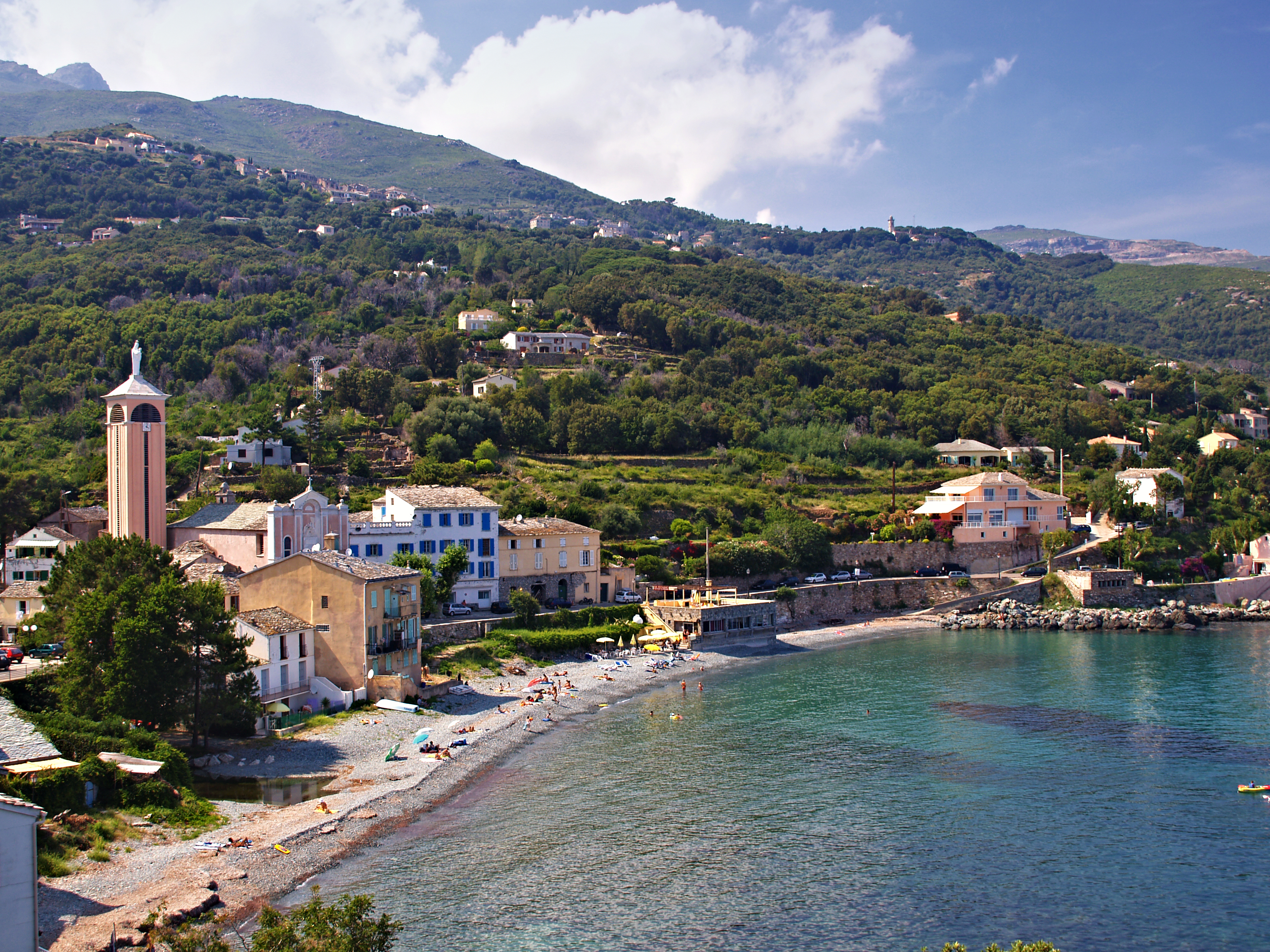
Brando
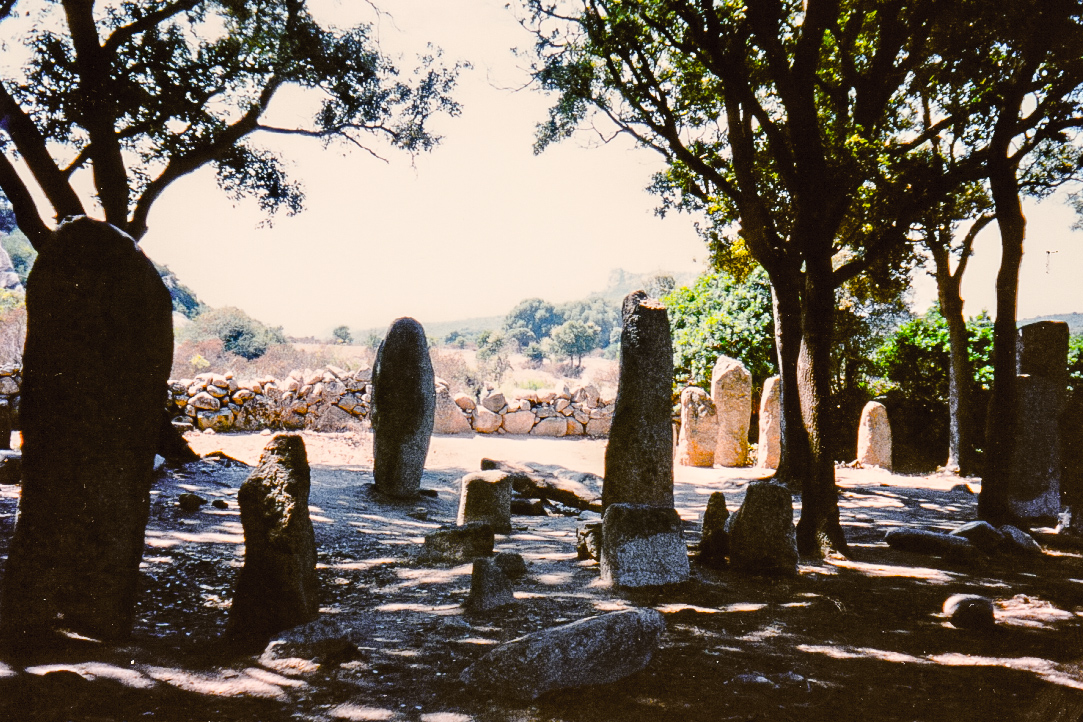
Megalitok
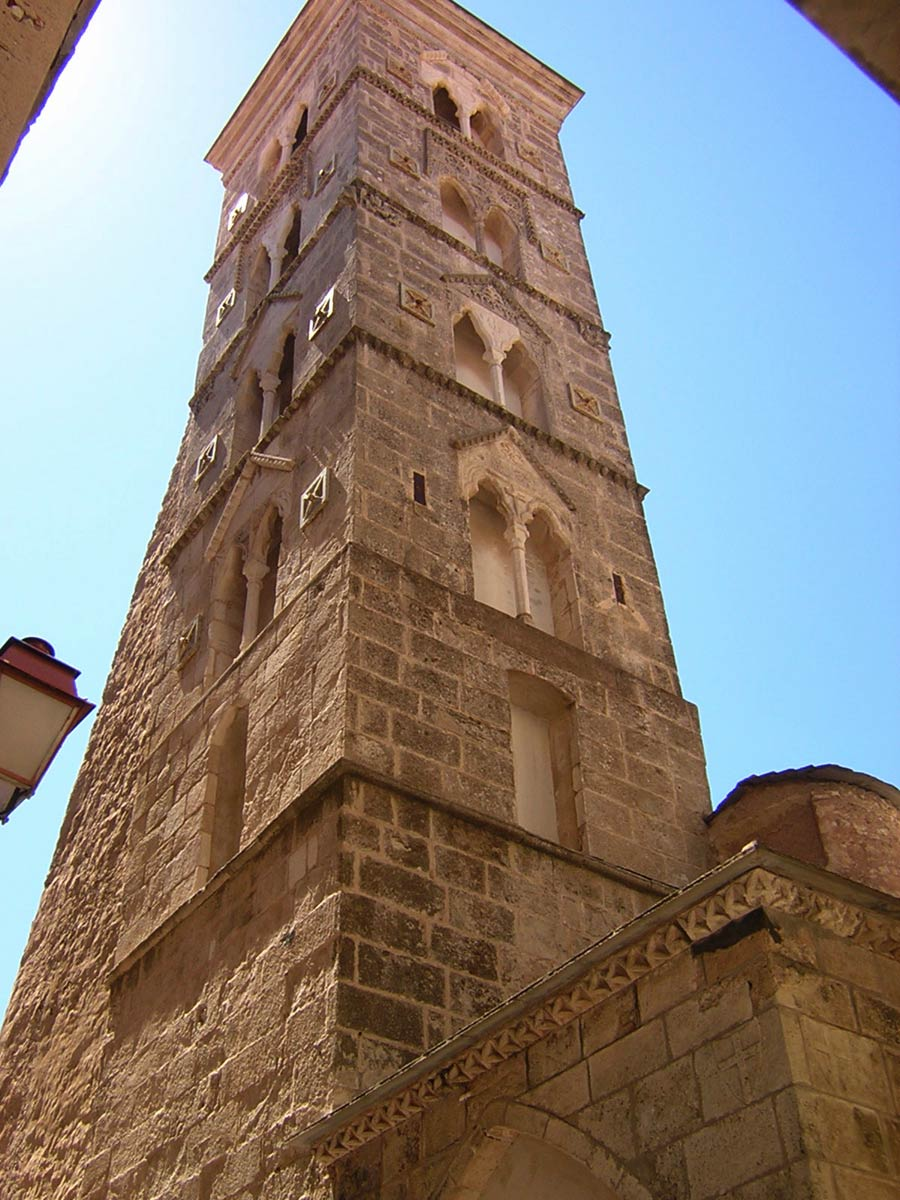
12. századi templomtorony Bonifacióban
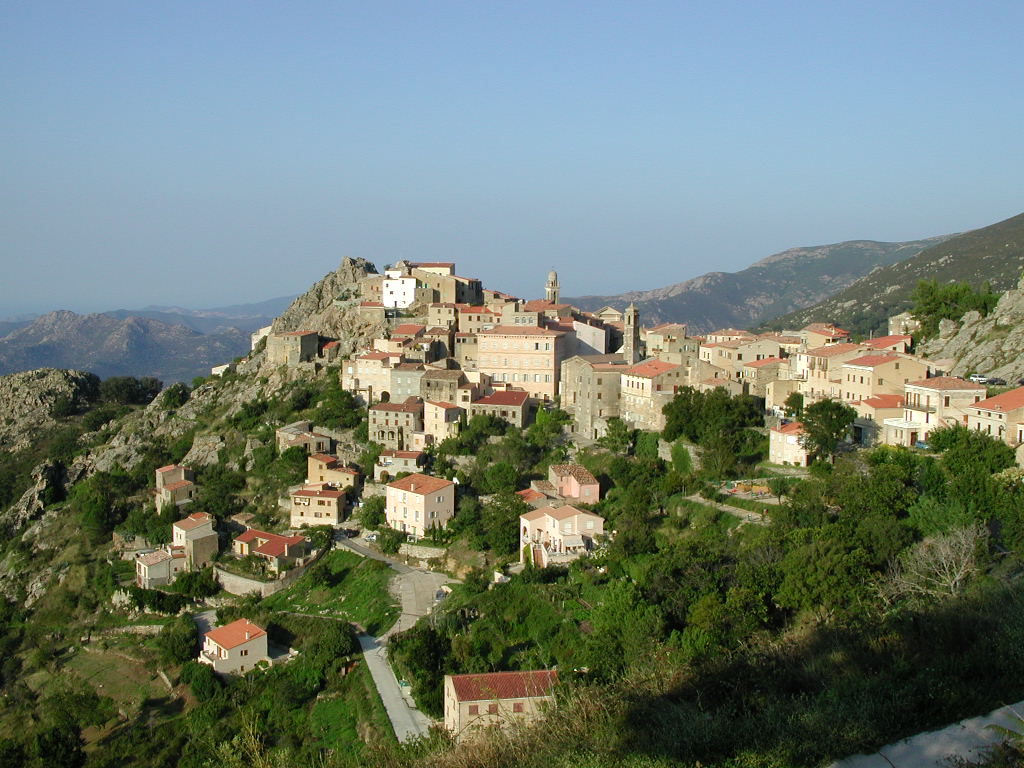
Speloncato

### Magyar nyelvű
- Natalie John: Korzika; ford. Bogár Edit; Freytag-Berndt Budapest Kft., Bp., 2003 (Polyglott on tour) ISBN 963-9458-08-2
- Bereznay István–Sz. Bálint Klára: Korzika; Korzika; 4. átdolg., bőv. kiad.; Panoráma, Bp., 2004 (Panoráma regionális útikönyvek) ISBN 963-243-884-1

### Angol nyelvű
- Lindsay Bennet: Berlitz Pocket Guide Corsica (Apa Publications GmbH & Co. Verlag KG, Szingapúr, 2004) ISBN 981-246-497-2